# Kościół Niepokalanego Poczęcia Najświętszej Maryi Panny w Kozielcu
Kościół Niepokalanego Poczęcia Najświętszej Maryi Panny w Kozielcu – katolicki kościół filialny zlokalizowany w Kozielcu (powiat bydgoski).

## Historia
Kościół powstał w 1906 roku jako protestancki. Zlokalizowano go w malowniczym miejscu, na krawędzi doliny wiślanej, z widokiem na rzekę. W 1947 władze wspólnoty protestanckiej z Bydgoszczy przekazały świątynię Kościołowi rzymskokatolickiemu. Od 1948 był to kościół filialny parafii w Niewieścinie, obecnie we Włókach.

## Architektura
Obiekt zbudowany z muru pruskiego, oszalowany deskami, a wewnątrz otynkowany. Gruntownie odnowiony na przełomie XX i XXI wieku. Wystrój wnętrza bardzo prosty. W ołtarzu obraz Matki Boskiej, namalowany przez Edwarda Otlewskiego ze Świecia i poświęcony w 1989. Przy kościele znajduje się kapliczka maryjna z 1991 oraz jeden z cmentarzy parafialnych.